# جويل هونيغ
جويل هونيغ (بالإنجليزية: Joel Honig)‏ هو عازف بيانو وصحفي أمريكي، ولد في 13 أكتوبر 1936، وتوفي في 25 سبتمبر 2003.